# Nicolas (bedrijf)
Nicolas Industrie S.A.S. is een Franse constructeur van materieel voor exceptioneel transport. Het bedrijf is gespecialiseerd in trekkers, getrokken materieel en totaaloplossingen voor superzware transporten.
Nicolas werd in 1855 opgericht als constructiebedrijf van landbouwtrekkers. In 1969 werd een nieuw hoofdkwartier gebouwd in Champs-sur-Yonne, in het Franse departement Yonne. In 1989 ontwikkelt Nicolas een eigen SPMT met elektronische sturing. In 1994 krijgt het bedrijf een order van de Europese Ruimtevaartorganisatie ESA voor de bouw van drie speciale voertuigen voor het Ariane 5-programma. In 2000 wordt gestart met de productie van verschillende voertuigen voor transport van secties van de Airbus A380.

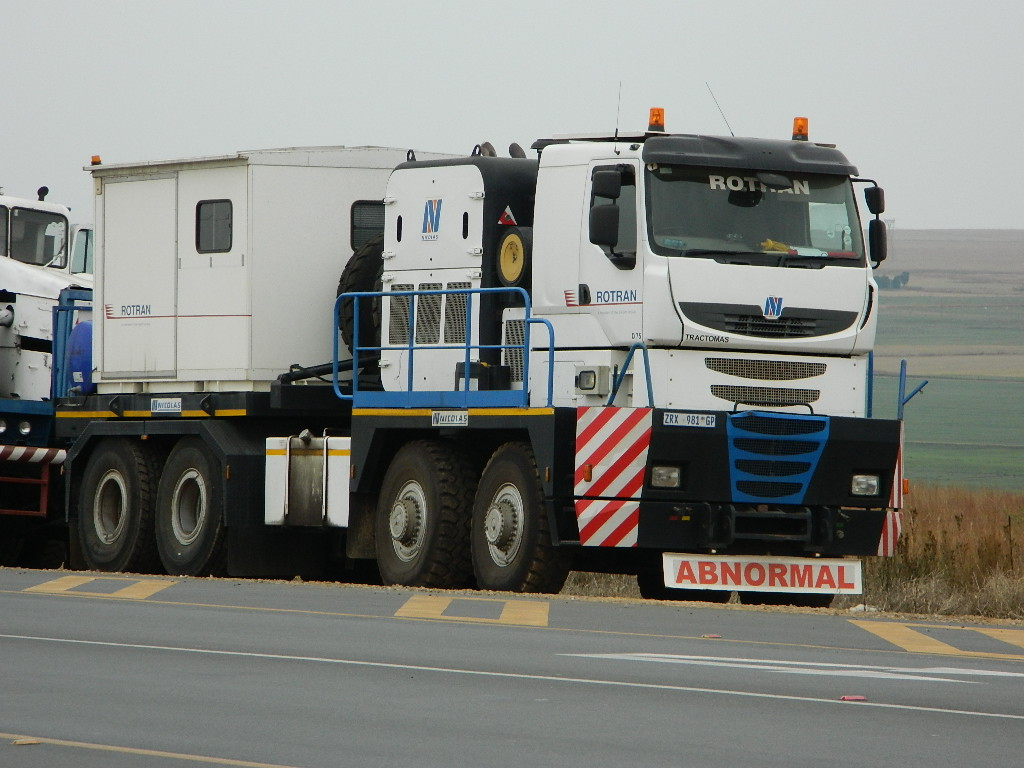
Nicolas Tractomas D75 (Zuid-Afrika)

In 2005 vestigt Nicolas een wereldrecord met de Tractomas D100-trekker, de grootste trekker voor wegtransport. Deze Tractomas-trekkers werden verkocht aan het Zuid-Afrikaanse Rotran, dat deze voertuigen in treinschakeling (met andere D100en en D75s) inzet voor het vervoer van transformatoren. Nicolas leverde ook de andere onderdelen voor dit soort transporten, zoals de transportmodules en de ketelbrug.

## Samenwerking
Samen met de Duitse constructeurs Scheuerle en Kamag vormt Nicolas de TII Group (Transporters Industry International), eigendom van de Duitse industrieel Otto Rettenmaier. Nicolas werd in 1994 opgenomen in de groep. De drie bedrijven zijn gespecialiseerd in materieel voor superzware transporten.